# Siedlerputsch von Oberau
Der Siedlerputsch von Oberau war eine gewaltsame Landnahme von ehemals kaiserlichem Boden um das Schloss Orth in Niederösterreich. 

## Hergang

Die Obere Au bei Orth, Dritte Landesaufnahme

In der Nacht vom 16. auf den 17. September 1926 besetzten rund 120 Personen, meist Arbeitslose aus Wien, die ehemaligen Jagdgründe von Franz Ferdinand bei Orth an der Donau, die dem Kriegsbeschädigtenfonds gehörten und landläufig Obere Au oder Oberau genannt wurden. Sofort wurde mit der Urbarmachung begonnen und an den folgenden Tagen schafften die Siedler mit mehreren Kolonnen an Fahrzeugen ihre Habe heran. Im rasch errichteten Zeltlager wurde gesammeltes Brennholz verheizt, gekocht und auch bereits große Bäume gefällt. Die neuen Siedler waren im Verein Kolonien in der Heimat organisiert, dessen Vorsitzender der SPÖ-Politiker Josef Wagner war. Bereits im Juli hatte der Kriegsbeschädigtenfonds aber gegenüber dem Verein klargestellt, dass eine Besiedelung der Oberau aufgrund der rezenten Hochwassergefahr nicht in Frage komme.
Den vorerst noch ratlosen Behörden erklärten die Siedler, unter keinen Umständen das Land zu verlassen. Die mediale Berichterstattung verschaffte den Siedlern viel Zulauf, sodass sich ihre Zahl in wenigen Tagen auf über 800 erhöhte, bevor sich niederösterreichische Gendarmen und Polizisten aus Wien in Position brachten und per Ultimatum forderten, von ihrem Ansinnen abzulassen.
Nach mehrwöchigen Verhandlungen wurde die Oberau letztlich friedlich geräumt, weil den Siedlern zugesichert wurde, dass sie an anderer Stelle besser geeignetes Land zur Verfügung gestellt bekämen. Im November verpachtete die Republik am Kaiserplateau eine gerodete Fläche an die Arbeitslosen.